# Ted (Fernsehserie)
Ted (stilisiert als ted) ist eine US-amerikanische Comedy-Fernsehserie, die von Seth MacFarlane für den Streaminganbieter Peacock entwickelt wurde und auf dem gleichnamigen Film von 2012 basiert. Der dritte Teil der Ted-Serie ist ein Prequel zu den zwei Spielfilmen, wobei MacFarlane seine Rolle als Stimme der titelgebenden Figur wieder aufnimmt. Sie wurde am 11. Januar 2024 veröffentlicht. In Deutschland ist die Serie seit dem 5. Februar 2024 bei Joyn Plus+ abrufbar und wurde seit dem 12. Februar 2024 bei ProSieben gezeigt.

## Handlung
Die Serie spielt im Jahr 1993, zwischen der Eröffnungssequenz und der Haupthandlung von Ted, und schildert das frühe Leben eines intelligenten Teddybären namens Ted, der mit dem 16-jährigen John Bennett und seiner Familie in Framingham, Massachusetts, zusammenlebt. Neben John und Ted gehören zum Bennett-Haushalt auch Johns Vater Matty, seine Mutter Susan und seine Cousine Blaire, die bei ihnen wohnt, während sie ein College in der Nähe besucht. Ted ist bald gezwungen, zusammen mit John die Schule zu besuchen, was ihn in allerlei Schwierigkeiten bringt.

## Synchronisation
Die deutschsprachige Synchronisation entsteht nach den Dialogbüchern und unter der Dialogregie von Matthias von Stegmann durch die Arena Synchron in Berlin.
| Rolle          | Darsteller               | Hauptrolle (Episoden) | Nebenrolle (Episoden) | Synchronsprecher |
| -------------- | ------------------------ | --------------------- | --------------------- | ---------------- |
| Ted            | Seth MacFarlane (Stimme) | 1.01–                 |                       | Jan Odle         |
| John Bennett   | Max Burkholder           | 1.01–                 |                       | Mio Lechenmayr   |
| Susan Bennett  | Alanna Ubach             | 1.01–                 |                       | Caroline Ebner   |
| Matty Bennett  | Scott Grimes             | 1.01–                 |                       | Alexander Brem   |
| Blaire Bennett | Giorgia Whigham          | 1.01–                 |                       | Marcia von Rebay |

## Episodenliste
| Nr. | Deutscher Titel                | Originaltitel                     | Erstveröffentlichung USA | Deutschsprachige Erstveröffentlichung (D) | Regie           | Drehbuch                   |
| --- | ------------------------------ | --------------------------------- | ------------------------ | ----------------------------------------- | --------------- | -------------------------- |
| 1   | Schulanfang a                  | Just Say Yes                      | 11. Jan. 2024            | 5. Feb. 2024                              | Seth MacFarlane | Seth MacFarlane            |
| 2   | Zwei Väter zuviel              | My Two Dads                       | 11. Jan. 2024            | 12. Feb. 2024                             | Seth MacFarlane | Paul Corrigan & Brad Walsh |
| 3   | Nur ein dummer Streich         | Ejectile Dysfunction              | 11. Jan. 2024            | 12. Feb. 2024                             | Seth MacFarlane | Dana Gould                 |
| 4   | Schrei der Verlorenen          | Subways, Bicycles and Automobiles | 11. Jan. 2024            | 19. Feb. 2024                             | Seth MacFarlane | Jon Pollack                |
| 5   | Susan … verzweifelt gesucht    | Desperately Seeking Susan         | 11. Jan. 2024            | 19. Feb. 2024                             | Seth MacFarlane | Seth MacFarlane            |
| 6   | Lauter die Glocken nie klingen | Loud Night                        | 11. Jan. 2024            | 26. Feb. 2024                             | Seth MacFarlane | Julius Sharpe              |
| 7   | Die letzte Jungfrau            | He’s Gotta Have It                | 11. Jan. 2024            | 26. Feb. 2024                             | Seth MacFarlane | Paul Corrigan & Brad Walsh |

## Rezeption
Die Serie wurde gemischt bis positiv aufgenommen. Kritiker lobten die Besetzung, die CGI und die Darbietungen, obwohl einige über den Humor und die Ähnlichkeiten zu den Filmen geteilter Meinung waren. Andere kritisierten die Länge der Episoden (insbesondere die Premiere) und die erste Staffel als Ganzes.
Auf IMDb hat die Serie eine Bewertung von 8,0 bei knapp 19.250 Bewertungen.